# Đại thừa khởi tín luận
Đại thừa khởi tín Luận (zh. dàchéng qǐ xìn lùn 大乘起信論, sa. mahāyānaśraddhotpādaśāstra, en. The Awakening of Faith in Mahayana) được xem là một trong những bộ luận quan trọng nhất của truyền thống Đại thừa. Theo truyền thống cho biết, tác giả là đại sư kiêm thi hào người Ấn Độ là Mã Minh (zh. 馬鳴, sa. Aśvaghoṣa), vị tổ thứ 12 của Thiền Tông.